# Highschool♡love
《Highschool♡love》是日本女子組合E-girls的第11张单曲，於2014年9月10日由rhythm zone发售。

## 概要
- 《Highschool♡love》是E-girls三個月連續單曲發行的第三作。
- A面曲《Highschool♡love》是EXILE的AKIRA主演，富士電視台劇集《麻辣教師GTO》的主題曲，亦是品牌Samantha Thavasa「Samantha Vega meet E-girls」的電視廣告歌曲。
- 此單曲是Flower的武藤千春退出E-girls和Flower前最後參與的單曲。
- 與前作不同，E-girls全員均有選拔並參與。
- 此單曲有2個版本，分別有「CD+DVD」和「CD ONLY」。「CD+DVD」收錄了《Highschool♡love》的Music Video。
- 在9月22日於公信榜单曲週排行榜取得第2位。

## 選抜成员

### Highschool♡love
- 螢光字為主唱
  - Dream：Shizuka、Aya、Ami、Erie
  - Happiness：SAYAKA、楓、藤井夏戀、MIYUU、YURINO、川本璃、須田安娜
  - Flower：藤井萩花、重留真波、中島美央、鷲尾伶菜、武藤千春、市來杏香、坂東希、佐藤晴美
  - EGD：武部柚那、萩尾美聖、稲垣莉生、石井杏奈、山口乃乃華、生田梨沙、中嶋桃花、渡邉真梨奈

- 上一首單曲《大家來跳舞》的選拔成員全部入選了本次的選拔成員。
- Shizuka、Erie、MIYUU、川本璃、須田安娜、重留真波、中島美央、武藤千春、市來杏香、萩尾美聖、生田梨沙、中嶋桃花、渡邉真梨奈繼《E.G. Anthem -WE ARE VENUS-》後重回選拔組；Shizuka亦重回主唱位置。

### Again
- 主唱: Aya、川本璃、市來杏香

## 收錄内容

### CD
1. Highschool♡love
（作詞：michico、作曲・編曲：T.Kura・michico・Albi Albertsson）
2. Again
（作詞：Kanata Okajima、作曲・編曲：Jon Hallgren・Kanata Okajima）
3. Highschool♡love (Instrumental)
4. Again (Instrumental)

### DVD
1. Highschool♡love（Music Clip）